# Oak Grove Village
Oak Grove Village – wieś w Stanach Zjednoczonych, w stanie Missouri, w hrabstwie Franklin.